# Бергендаль, Ларс
Ларс Бергендаль (норв. Lars Bergendahl; 30 января 1909 года, Осло — 22 июня 1997 года) — норвежский лыжник, трёхкратный чемпион мира.  

## Карьера
За свою карьеру участвовал в трёх чемпионатах мира на которых завоевал 3 золотые, 1 серебряную и 1 бронзовую медали. Особенно успешно выступил на чемпионате мира 1937 года, на котором стал двукратным чемпионом.
В Олимпийских играх никогда не участвовал. В 1940 году победил в гонке на 50 км на престижнейшем в то время Хольменколленском лыжном фестивале, а его дядя Лауриц Бергендаль, в период с 1910 по 1915 годы, 5 раз побеждал на этом фестивале. 
Участвовал в боях во время Датско-норвежской операции Второй мировой войны.